# Довженко Олександр Петрович
Олекса́ндр Петро́вич Довже́нко (29 серпня (10 вересня) 1894, хутір В'юнище, нині у межах селища Сосниця, Чернігівська губернія, Російська імперія, нині Корюківський район, Чернігівська область, Україна  — 25 листопада 1956, Передєлкіно, Московська область, Російська РФСР, СРСР) — український і радянський письменник, кінорежисер, кінодраматург, художник, класик світового кінематографа. Режисер культових кінострічок «Україна в огні», «Земля», «Звенигора», «Арсенал». Заслужений діяч мистецтв УРСР (23.11.1939), народний артист РРФСР (1950). Лауреат Ленінської (1959, посмертно) та двох Сталінських премій (1941, 1949), кавалер Ордена Леніна (1935).

## Родовід Довженків
Предки Олександра Довженка були чумаками, що переселилися з Полтавщини у Сосницю ще у XVIII столітті. Засновником роду по батьковій лінії був Карпо, що народився 1760 року. У Карпа був син Григорій (народився 1786 року), у Григорія — Тарас (народився 1812 року), який разом із дружиною Марією мав багато синів, що їх у Сосниці по-вуличному величали Тарасовичами, а серед них — і Семен, дід Олександра, а в Семена — Петро, Самійло і Микола, відповідно батько й дядьки Олександра Петровича. У В'юнищах рід Довженків поважали аж настільки, що з вісімдесятих років XIX століття та вулиця, якій пізніше дали ім'я Шевченка, називалася просто Довженковою.
Мати Одарка Єрмолаївна, до шлюбу Цигипа, була донькою Єрмолая Цигипи, сосницького ткача-художника.

## Біографія

### Дитинство
Класик українського та світового кіна народився на хуторі В'юнище (нині в межах смт Сосниця, Чернігівська область, Україна, за тодішнім адмінподілом — Чернігівська губернія, Російська імперія) у багатодітній селянській сім'ї. У різних джерелах називають різні дати народження О. Довженка: 10, 11 або 12 вересня. Згідно з актовим записом у метричній книзі Соборно-Троїцької церкви містечка Сосниця, він народився 29 серпня 1894 року за «старим стилем» — тобто 10 вересня за новим.
Батько й мати були неписьменні. Батько, Петро Семенович Довженко, належав до козацького стану.
Сім'я жила незаможно: землі було немало, проте вона була неродюча, натомість дітей було 14 — Василь (1881—1890), Лаврін (1883—1890), Оврам (1885—1905 (або 1907), Сергій (1887—1893), Іван (1889—1890), Григорій (1891—1892), Олександр (1894), Парасковія (1898—1899), Анна (1900—1918), Мотрона (1903), Андрій (1905—1925), Кулина (1907—1908 або 1909), Поліна (1909), а також дитина, яка померла при народженні чи у перші дні (Олександр згадував хлопчика як «нехрещений»), тому батько «наймався в підводчики та смолярував». Діти в сім'ї рано помирали, майже всі не досягнувши працездатного віку, тому в згадках про дитинство в уяві Олександра Довженка завжди поставали «плач і похорон». Він любив матір, про яку писав: «Народжена для пісень, вона проплакала усе життя, проводжаючи назавжди».
Вирішальним для характеру творчості майбутнього режисера почуттям стала любов до природи, яка визріла ще в дитинстві: мальовнича Десна, «казкова сіножать» на ній назавжди залишилися для Довженка найкрасивішим місцем на всій землі.
Вчився в Сосницькій початковій, а потім у вищій початковій школі. Навчання хлопчикові давалося легко — він був відмінником, хоча потім вважав, що це «вчителі самі щось зовсім не розуміють і тому їм здається, що я відмінник…». Загалом, Довженко зростав мрійливим, схильним до споглядальності: життя (тоді йому здавалось) йшло у двох вимірах — реальному і уявному. Пристрасті до чогось одного він не мав, натомість хотів вирізнятися, йому здавалося, що він може все, але «загалом мрії у виборі майбутньої професії літали у сфері архітектури, живопису, мореплавства далекого плавання, розведення риб і учителювання».

### Юні роки

Довженко-студент Глухівського учительського інституту, 1911

У 1911 році вступив до Глухівського вчительського інституту (зараз Глухівський національний педагогічний університет імені Олександра Довженка), але не тому, що хотів стати вчителем, а тому, що мав право скласти туди іспити, та й стипендія там була 120 карбованців на рік. Він був наймолодшим серед студентів і тут, як пише сам Довженко, «перестав вірити в Бога, в чому й признався на сповіді законовчителю отцю Олександрові, єдиній ліберальній людині з усіх наших учителів». В інституті вперше познайомився з українськими книжками, які читали він і товариші потай від педагогів. Сам Довженко пізніше говорив: «Заборонено було в нашому середовищі розмовляти українською мовою. З нас готували учителів–обрусителів краю».
У 1914 році закінчив інститут та по закінченні його було спрямовано вчителювати до Хорошівського Вищого початкового училища, на території сучасної Житомирщини, де, за браком вчителів, він викладав природознавство, гімнастику, географію, фізику, історію, малювання. Першу світову він сприйняв «як обиватель», спершу радів та закидав квітами поранених, що «завалили» в Житомир, лише через кілька років почав дивитися на них «вже з тугою і соромом».

## Доба національно-визвольних змагань
У той же час Довженко на деякий час став активістом українського самостійницького руху. Повалення самодержавства він зустрів з радістю «собаки, що зірвався з цепу», з вірою, що тепер «вже все цілком ясно, що земля у селян, фабрики у робітників, школи в учителів, лікарні у лікарів, Україна в українців, Росія в росіян». Але потім, переглянувши свої юнацькі гарячі пориви, Довженко назвав їх засліпленням людей, «що вийшли з погреба» — адже на той час він не мав «нормальної, здорової політичної освіти, найменшої уяви про боротьбу класів та партій», про марксизм.
Згодом він написав: «Український сепаратистський буржуазний рух здавався мені тоді найреволюційнішим рухом, найлівішим, отже, найкращим: що правіше — то гірше, що лівіше — то краще. Про комунізм я нічого не знав, і якби мене спитали тоді, хто такий Маркс, я відповів би, що це, мабуть, видавець різних книжок. […] Таким чином, я ввійшов у революцію не тими дверима».
1917 року на фронт його не взяли як «білобілетника», тож він переїхав на роботу до Києва, де теж учителював та разом з тим вчився в Київському комерційному інституті (нині Київський національний економічний університет) на економічному факультеті. Довженко вступив туди лише тому, що його атестат не давав можливості вступати до інших вищих навчальних закладів, і це був засіб здобути хоча б якусь вищу освіту. Вчився погано, бракувало часу та старанності. Того таки року, коли за гетьмана Павла Скоропадського в Києві відкрилася Українська академія мистецтв, став її слухачем. У 1918 році, як голова громади комерційного інституту, Довженко організував загальностудентський мітинг протесту проти призову до лав гетьманської армії. Учасників демонстрації було розігнано, близько двадцяти вбито, багатьох поранено.
Академію Довженко так і не закінчив, а інститут, за його словами, відвідував до 1920 чи 1921 року.
Упродовж 1918–1919 років воював проти більшовиків у лавах армії УНР. Як свідчив Довженків земляк, інженер Петро Шох (що пізніше емігрував), Довженко разом із ним був 1918 року вояком 3-го Сердюцького полку Української Армії. Це ж підтвердила й сестра першої дружини Олександра Довженка, згадуючи, як заходив до них Довженко в сивій шапці зі шликом наприкінці 1917 й на початку 1918 років, належачи до куреня Чорних гайдамаків, що брали участь у штурмі київського «Арсеналу». Ці події згодом, через 11 років, Довженко зобразив у своєму фільмі «Арсенал», але вже по другий бік барикад. За свідченнями того таки Шоха, Довженко пережив у Києві в підпіллі німецьку, російсько-радянську, російсько-монархічну та польську окупації, не один раз буваючи під загрозою розстрілу.
У серпні 1919 року — з двома товаришами втік до Житомира. Коли місто зайняли червоні, був заарештований Волинською ЧК, відправлений до концтабору як «ворог робітничо-селянського уряду», де протягом 3 місяців відбував покарання. Своїм порятунком зобов'язаний письменнику Василеві Еллану-Блакитному. Існує версія, що тоді ж його завербували чекісти. Відомо, що в цей час він влаштувався викладачем історії та географії у школу червоних старшин при штабі 44-ї стрілецької дивізії в Житомирі.

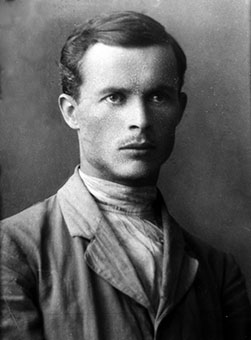
Олександр Довженко, 1921

За порадою Еллана-Блакитного, на початку 1920 року вступив до партії боротьбистів. Внаслідок вмілих маніпуляцій Володимира Леніна ця партія швидко самоліквідувалася, а її члени влилися до лав КП(б)У. Сам Довженко так написав про це в автобіографії: «На початку 1920 року я вступив до партії боротьбистів. Цей вступ, невірний і непотрібний… Я дуже хотів вступити до Комуністичної партії більшовиків України, але вважав себе недостойним переступити її поріг, тому я пішов у боротьбисти, немов у підготовчий клас гімназії… Через кілька тижнів партія боротьбистів влилася в КП(б)У, і таким чином я став членом КП(б)У».
Автобіографію, посмертно опубліковану в журналі «Дніпро» в грудні 1957 року, О. Довженко написав 1939 року, тому біографи Довженка вважають, що багато чого у своїй біографії (зокрема і вступ до лав КП(б)У) він подав так, як було найбільш безпечно в ті часи.
У 1920 році Довженка призначили завідувати Житомирською партійною школою. Але натомість він потрапив до польського полону, де його показово розстріляли холостими, обіцяючи наступного разу справжній розстріл. Та йому вдалося втекти.
Довженкознавець Сергій Тримбач вважає: «Довженко, як і чимала кількість українських інтелектуалів 20-років, вірив, що можна поєднати силу і міць більшовицької ідеї і українську натуру. Він, як і чимало ровесників, обпікшись на поразці українців у роки громадянської війни, зробив ставку на силу й на те, що ця сила більшовика допоможе воскресити Україну та українську культуру як таку. Він помилився».

## Ранні радянські роки

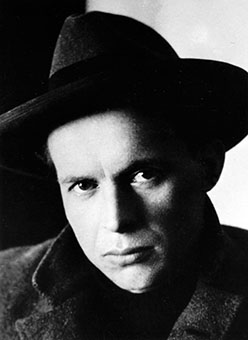
Олександр Довженко в Берліні

За сприяння боротьбистів Довженко займав різні посади: секретаря Київського губернського відділу народної освіти, комісара Театру ім. Тараса Шевченка, завідувача відділу мистецтв у Києві.
У цей час друзі-боротьбисти знову врятували його від чергової «чистки» в лавах партії, організувавши терміновий виїзд до однопартійця Шумського, який очолював Повноважне представництво УСРР в Польщі. У квітні 1921 року Довженка викликали до Харкова, зарахували до Наркомату закордонних справ і направили на дипломатичну роботу — у Польщі він очолив місію з репатріації й обміну полоненими, з часом обійняв посаду керуючого справами представництва. На початку лютого 1922 року його перевели на посаду секретаря консульського відділу Торгового представництва УСРР у Німеччині.

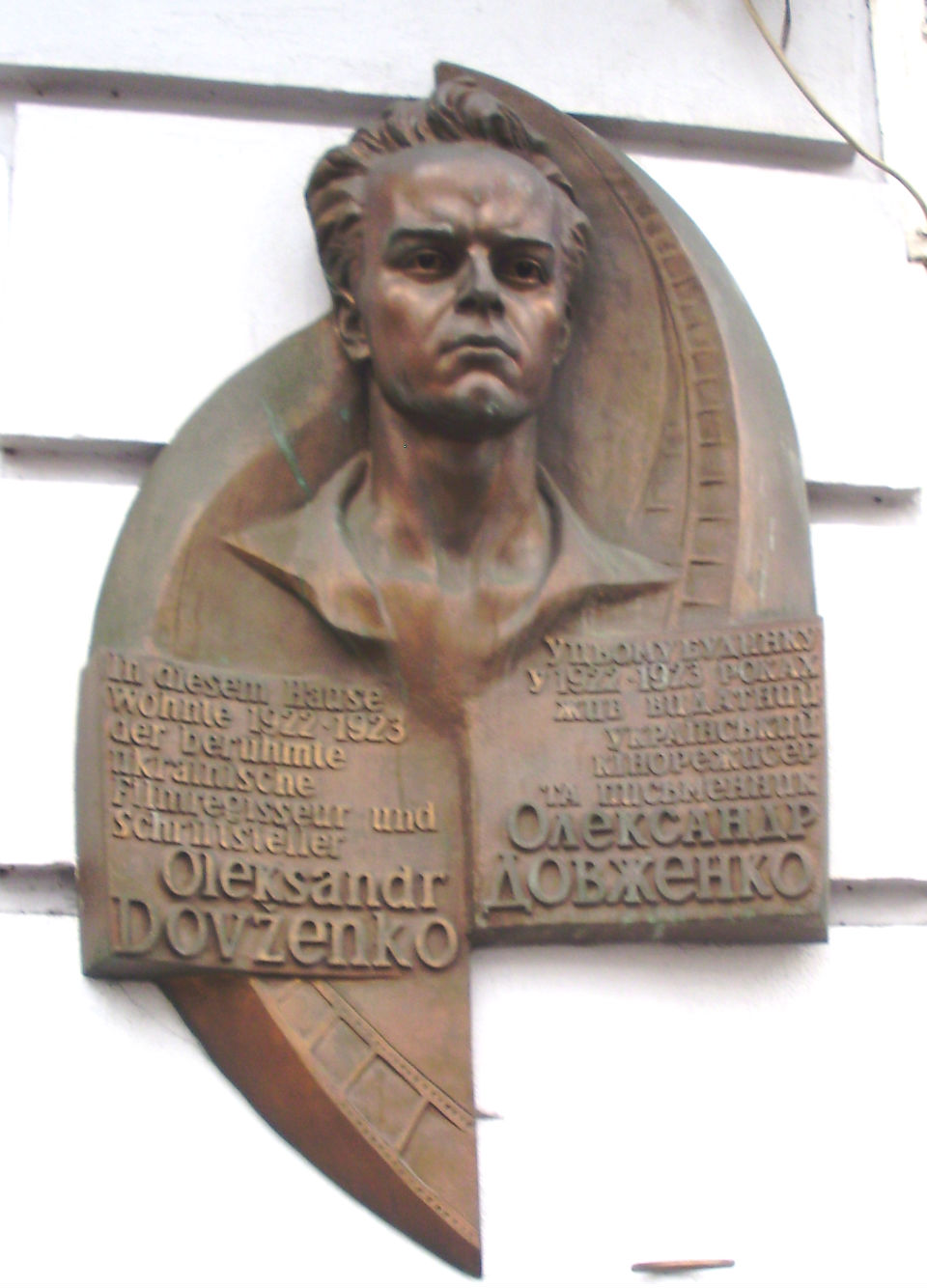
Меморіальна дошка в Берліні (скульптор Р. М. Русин, архітектор О. К. Стукалов)

До того часу належать перші публікації Довженка-художника. Деякі з його карикатур були надруковані в журналі «Молот» (США). Розуміючи, що поєднувати службові обов'язки і малювання буде важко, Довженко звернувся до ЦК КП(б)У з проханням надати йому можливість зайнятися в Німеччині вивченням графіки.
Отримавши стипендію в 40 доларів від Наркомосвіти УСРР, яким тоді керували боротьбисти, він близько року навчався в приватній мистецькій школі професора-експресіоніста Віллі Гекеля, де засвоїв палітру живописного експресіонізму. Влітку 1923 року Довженка відкликали в Україну. Як написав сам Довженко, «…у партії я вже не був… Виключення з партії я переживав дуже тяжко».
Сам Довженко подавав цю версію так, ніби він не встиг перереєструватися з партії боротьбистів до більшовицької партії, а тому автоматично вибув з однієї та не був у іншій. Але відомо, що втративши партквиток, Довженко не квапився його поновлювати, так і залишившись до кінця життя безпартійним.

#### Робота в Харкові
Після повернення, влітку 1923 року, Довженко оселився в Харкові, тодішній столиці Української СРР. У ті часи Харків перебував у вирі культурного відродження і Довженко одразу опинився в товаристві українських літературних романтиків та письменників-футуристів, працював художником-ілюстратором у редакції газети «Вісті ВУЦВК» та карикатуристом під псевдонімом «Сашко», а також став відомим як ілюстратор книг, зокрема «Голубих ешелонів» Петра Панча.

Меморіальна дошка в Харкові

У цей час він тісно спілкувався з впливовим на той час і орієнтованим на кіно літературним об'єднанням «Гарт», що було створене в січні 1923 року. Творчими та ідейними натхненниками «Гарту» були Василь Еллан-Блакитний та Майк Йогансен. До складу також входили Костянтин Гордієнко, І. Дніпровський, І. Кириленко, О. Копиленко, Володимир Коряк, Г. Коцюба, Іван Кулик, М. Майський, В. Поліщук, Іван Сенченко, Володимир Сосюра, Микола Тарновський, Павло Тичина та Микола Хвильовий.
Після розпаду «Гарту» Довженко став одним з засновників ВАПЛІТЕ. У своїй статті «До проблеми образотворчого мистецтва» в теоретичному збірнику ВАПЛІТЕ за 1926 рік Довженко дав рішучу відсіч спробам Асоціації Художників Революційної Росії (АХРР), яка підтримувалась радянським урядом, підпорядкувати неоромантичне мистецтво України принципам соціалістичного реалізму та накиданням на нього «убогої мистецької традиції передвижників». «Це перший випадок в історії культури, де стиль „постановляють на засіданні“», — глузував Довженко. Натомість він проголосив незалежний шлях українського мистецтва, яке завжди опиралось на історичну і народну традицію, та мала живий контакт з сучасним європейським мистецтвом. АХРР Довженко протиставив Асоціацію революційного мистецтва України (АРМУ), яка була своєрідним відповідником ВАПЛІТЕ в художньому мистецтві, за що й була згодом знищена органами НКВС.
Згодом через ВАПЛІТЕ Довженко зблизився з ВУФКУ, але в Харкові в той час єдиним драматичним мистецтвом був театр, а Довженка театр не цікавив. Саме тоді він розробив власну концепцію кадру-скетчу та кадру-плакату, тому театр був відкинутий як такий, що не відповідає ні темпераменту художника, ні його розумінню режисури.

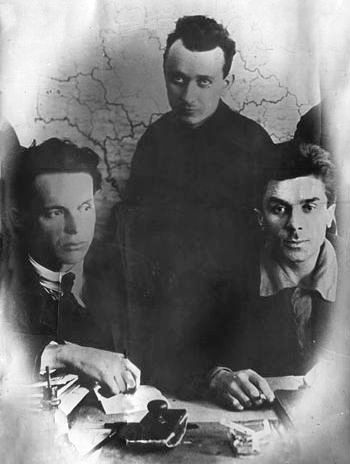
У редакції журналу «Всесвіт» (зліва): Олександр Довженко, Кость Гордієнко, Микола Хвильовий (Харків, 1925)

З часом Олександр Довженко пробився до кіно. З 1925 року Довженко — стажист у агітфільмі «Червона Армія» А. Строєва. Режисура почала цікавити його під час роботи в кіногрупі Арнольда Кордюма при постановці картини «За лісом» (про класову боротьбу на селі).
У 1924 році групою художників студії «Гарт», під керівництвом Довженка проводились експерименти зі створення штрихових кінокартин.
Також Довженко написав сценарій для дітей — «Вася-реформатор». Юрій Яновський, який у той час працював у ВУФКУ в Одесі, відкинув цей сценарій, але за клопотанням московської комісії його таки запустили у виробництво. Фавст Лопатинський, який здійснював постановку, непередбачувано відійшов від фільмування і на пропозицію Павла Нечеси, у 1926 році Довженко виїхав до Одеси закінчувати фільм, де влаштувався режисером на кінофабриці. Перемкнувшись на кіно, Довженко планував присвятити себе, за його словами, винятково жанру комічних та комедійних фільмів.

#### Одеса. ВУФКУ
На зніманнях «Васі-реформатора» Довженко, який не мав досвіду та не володів технікою, створював інцидент за інцидентом. Він змушений піти з майданчика, залишивши оператора Йозефа Рону самого закінчувати фільм. На зніманнях цього фільму та іншого під назвою «Ягідка кохання» він познайомився з оператором Данилом Демуцьким, з яким згодом буде працювати ще над багатьма фільмами, створивши славетний тандем українського кіно.
У 1925 році Довженко написав сценарій «Герої». Здача сценарію постійно відкладалася. Зйомки фільму планувалися Одеською кінофабрікою ВУФКУ, але так і не відбулися. До Одеси Довженко приїхав вже з готовим, фактично першим сценарієм «Цар», сатирою на Миколу II. Це трагікомічний фарс про безглуздя війни, коли солдата, що ніколи не воював, засуджують до страти, а потім посмертно нагороджують. Довженко запропонував цей сценарій Чарлі Чапліну, але відповіді не отримав.
Ставши режисером, Довженко планував зняти інші комедії: «Батьківщина», сюжет про палестинських євреїв, «Загублений Чаплін», про Чарлі Чапліна на безлюдному острові. Проте його сценарій про колишніх врангелівців «Згода» (спочатку названий «Повстання мертвих» і написаний у співавторстві з Борисом Шаранським) не пройшов, а потім відкинули один за одним і решту цих сценаріїв. «Васю-реформатора» та «Ягідку кохання» сам Довженко не зараховував до свого творчого доробку. Першим своїм фільмом він назвав «Сумку дипкур'єра».

#### Перші успіхи. Трилогія
Перший серйозний успіх прийшов у 1929 році після виходу на екрани фільму «Звенигора». Фактично, Довженко ще в Харкові мав сценарій до цього фільму. Ідея належала Юркові Юртику (Тютюннику), який у співавторстві з Майком Йогансеном і написав сценарій фільму-легенди про скарб, закопаний гайдамаками в надрах гори.
Але Довженко майже повністю переробив цей сценарій. Він прагнув створити «свою Іліаду». Велетенська поетична фреска, що охоплює дві тисячі років буття, може бути зрозумілою тільки тим, хто знайомий з історією України. Дванадцять пісень цієї стрічки відтворюють легенди скіфів і варягів, запорізьких козаків, громадянської війни, петлюрівців, більшовиків та білогвардійців. Усі вони поєднані одним персонажем — дідом, який уособлює патріархальне селянство, прив'язане до цінностей минулого. Фільм не вписується все ж таки в ряд фільмів, що були покликані формувати пролетарський реалізм, хоча й закінчується апологією соціалістичної промисловості. Довженко виправдовував більшовицьку революцію вірячи, що ця нова ідеологія ніби виникла з якогось давнього заповіту. «Звенигора» була сенсацією 1928 року, але водночас це був початок особистої трагедії Довженка — за цю стрічку, та згодом за фільм «Земля» його будуть постійно звинувачувати в буржуазному націоналізмі.
Сам Довженко, уже через 10 років після заборони «Звенигори», писав про неї в автобіографії: «Звенигора в моїй свідомості відклалася як одна з найцікавіших робіт, це „прейскурант моїх творчих можливостей“, я зробив її одним духом — за сто днів, не зробив, а проспівав, як птах. Мені хотілося розсунути рамки екрана… заговорити мовою великих узагальнень».
Першим друкованим відгуком про роботу Довженка стала стаття редактора журналу «Кіно» Миколи Бажана: «Це — історична симфонія, що рівної їй немає у світовому кіно. Це зафільмована лірика, епос і філософія, виявлені в образах такої глибини й вагомості, що багатьом не сила до кінця їх розкопати й зрозуміти».
Ейзенштейн так описував свої враження після перегляду довженківської картини: «…в повітрі стояло: серед нас нова людина кіно. Майстер свого жанру. Майстер своєї індивідуальності. І разом з тим майстер наш. Свій. Спільний. Перед нами була людина, яка створила нове в галузі кіно».
Фільм демонструвався в Москві, два громадські перегляди в Парижі закінчилися овацією, він обійшов екрани Голландії, Бельгії, Аргентини, Мексики, Канади, Великої Британії, США, Греції.
Багато кінознавців вважали, що тільки в «Звенигорі» здійснилася творча фантазія автора, якій через обставини не судилося повторитися. А відродилася вона тільки в 1960-ті роки разом із розвитком поетичного кіно України.
Наступним фільмом Довженка став «Арсенал» — фільм-поступка перед владою, як вважає більшість кінознавців. «Арсенал» — приниження й засудження визвольних змагань українського народу після розпаду царської імперії. Попри те, що сам автор воював у лавах армії УНР, цього разу він — на іншому боці. Критики й досі сперечаються, чи прихований у цьому фільмі непрямий докір націоналістам, що втратили незалежну Україну, чи це є суто більшовицький витвір, який доводить владі та критикам того часу відсутність націоналістичного нахилу у творчості.
Нарешті від липня до листопада 1929 року Довженко знімав свій геніальний твір «Земля», гімн праці на землі, хліборобству та людині, яка працює на землі, є частиною космічного ритму буття. Довженко першим у світовому кіно виразив світогляд, якісно відмінний від досі зображуваного. Це світогляд нації хліборобської, в якої спокійна гідність зумовлена її способом життя. Середовище і люди — єдине і нероздільне, а їхній спосіб життя є споконвічним, світогляд непохитним. Символіка Довженка була тісно пов'язана зі світоглядом українського народу, з образністю народної поезії. Саме в цьому відмінність фільмів Довженка від фільмів російських авангардистів (формалістів) 1920-х років.
Керівництво «Українфільму» визнало, що «Земля» відповідала за своєю ідеологічною орієнтацією лінії партії та заходам, вжитим для земельної реорганізації в сільському господарстві. Але критики Павло Бляхін, Хрисанф Херсонський та особливо Дем'ян Бєдний миттєво почали звинувачувати Довженка в нехтуванні висвітленням класової боротьби, пантеїзмі та біологізмі, у захисті куркулів та оспівуванні журби за минулим. Микола Бажан, один з небагатьох, що стали на захист режисера, розуміли його особливе ставлення до колективізації: перехід патріархального селянства до колективістського суспільства обов'язково проходитиме через постійний конфлікт людини та природи.
Після необхідних купюр та 32-х офіційних та приватних показів 8 квітня 1930 року «Земля» вийшов на київські екрани, а вже 17 квітня фільм з показу зняли. Офіційна причина — натуралізм та замах на звичаї.
Довженко написав у «Автобіографії» про те, що сталося з ним після випуску «Землі»: «Радість творчого успіху була жорстоко пригнічена страховинним двопідвальним фейлетоном Дем'яна Бєдного під назвою „Философы“ в газеті „Известия“. Я буквально посивів і постарів за кілька днів. Це була справжня психічна травма. Спочатку я хотів був умерти».
Довженко з подивом дізнався, що фільм мав грандіозний успіх у Європі, у той час як його було заборонено в Україні. Після прем'єри в Берліні про Олександра Довженка з'явилося 48 статей, у Венеції італійські кінематографісти назвали Довженка «Гомером кіно». А ось у Радянському Союзі стрічку реабілітували лише в 1958 році після міжнародного референдуму в Брюсселі, де він увійшов до числа 12 найкращих фільмів всесвітньої історії кіно.
Загалом, «Звенигора», «Арсенал» та «Земля» розглядають як окремий етап у творчості Довженка, тим більше, що головні герої цих фільмів були об'єднані внаслідок виконання ролі одним й тим же актором — Семеном Свашенком.

## Період кінематографічного виживання. Москва

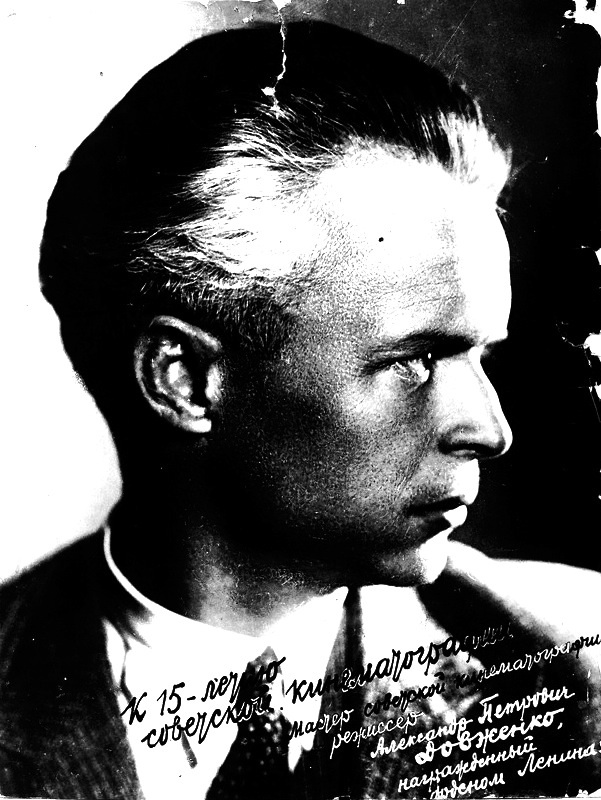
Олександр Довженко, 1935.

З червня по вересень 1930 року Олександр Довженко разом з Данилом Демуцьким та Юлією Солнцевою перебував за кордоном: у Чехословаччині, Німеччині, Великій Британії та Франції. У Празі директори кінотеатрів визнали його фільми занадто революційними та занадто мистецькими. У Берліні Довженко думав про постсинхронізацію «Землі», але марно. У Парижі йому пропонували поставити фільм, а в Лондоні Довженко вів розмову вже про телебачення.
Повернувшись, він запропонував керівництву «Українфільму» сценарій про трагедію Умберто Нобіле та Руала Амундсена, але отримав відмову. Щоб мати можливість працювати далі Довженко погодився «сплатити данину» і зняв фільм про будівництво греблі Дніпрогесу — «Іван» (перший звуковий фільм) — який мав підтвердити незворотний шлях індустріалізації.
Сценарій він писав з гіркотою та нашвидкуруч — за 11 днів, але сам майже не знімав його, доручаючи робити це асистентці та дружині Юлії Солнцевій. Зацькований, зарахований до націоналістів-реакціонерів, без підтримки колишніх однодумців, усунутий з посади на кафедрі Державного кінематографічного інституту в Києві, Довженко повинен був закінчити свою працю до жовтневих свят 1932 року. Але фільм був приречений на провал. Перебільшене захоплення працею, піднесення машин, на фоні яких люди виглядали лише статистами, перетворюють цей фільм на суцільний блеф. Насправді Дніпрогес будували ремісничими способами 10 тисяч робітників, які, уникаючи голоду в селі, влаштувалися землекопами. Перший звуковий фільм Довженка, знятий не дуже якісною технікою, загалом лишився недосконалим. 20 травня 1932 року співробітники ДПУ УСРР повідомляли про критичні висловлювання режисера на адресу партійного керівництва в Москві, яке «жирує», а в Україні вмирають від голоду цілі села.
Довженко завжди жалкував з приводу цього свого твору, розуміючи, що знімав його в часи агітпропівської плутанини. Та попри все, документальні кадри цього будівництва залишаються свідками епохи.

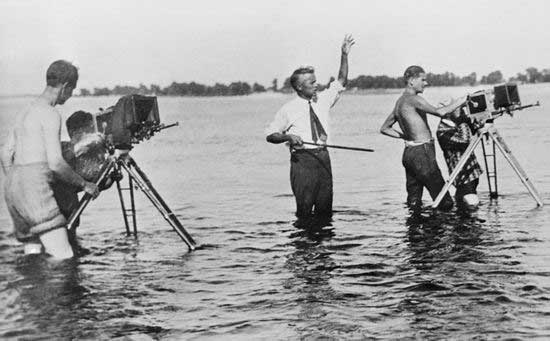
Довженко на зйомках фільму, 1932

Після цієї жертви на «вівтар індустріалізації», колесо знищення «українського буржуазного націоналізму» тільки набирало обертів. Після фільму «Іван» батьків Довженка вигнали з колгоспу (за доносами його батька характеризували як активного церковника, націоналіста, «хлібороба-власника» — хіба таким місце в колгоспі?), а стеження за сином посилилось.
Відчуваючи подих у спину ідеологів майбутніх репресій, Довженко шукав порятунку. У 1934 році він опинився в Москві. За його власними словами, він написав листа Сталіну з проханням «захистити його і допомогти творчо розвиватися». Але й відомо також, що існувала цидулка одного з впливових шефів агітпропу в ЦК, яка, за наказом Сталіна, викликала Довженка до Москви навесні 1933 року, бо генсек не міг дозволити Довженку працювати в Україні під час Голодомору. Історія спілкування Довженка з «вождем народів» — особлива сторінка в житті митця. Сталін зробив Довженка своєрідним «сповідником» і часто викликав посеред ночі, щоби прогулятися по Москві й «поговорити по душах».
На замовлення Сталіна Довженко зняв у 1935 році стрічку «Аероград» про нове місто, яке виростає серед тундри, про прекрасне та світле майбутнє чукчів. Для визначення місць натурних зйомок Довженко вирушив у експедицію на Далекий Схід, у сибірську тайгу. Із серпня по жовтень 1934 року в регіоні від Владивостока до Хабаровська тривали зйомки. Вперше зустрівшись з неукраїнським краєвидом, Довженко знайшов тут простір безмежної поетики й накреслив сценарій фільму, що ніколи не побачить світу: «Загублений і віднайдений рай». «Аероград» же стане синтезом уяви та мрії про нові міста Сибіру, які мали стати форпостами оборони Східного Сибіру від шпигунів та іноземного вторгнення на територію СРСР. З виходом фільму на екрани Довженко визнав себе співцем сучасності.
За «Аероградом» йшов «Щорс», що був знятий на вимогу Сталіна (під час вручення ордена Леніна за «Аероград» тиран дав зрозуміти Довженку, що той «заборгував» «українського Чапаєва»). У цей час Довженко мріяв попрацювати над «Тарасом Бульбою», але зрозуміло, що наказ генсека він не міг зігнорувати. Сценарій, побудований за маршрутами боїв Миколи Щорса, Олександр Довженко писав 11 місяців, отримав багато листів від учасників боїв та соратників Щорса, відвідував архіви та історичні музеї.
Сценарій весь час переробляв, при цьому Довженко жертвував історичною правдою раз по разу, розуміючи, що її в цьому фільмі бути не може. Велика данина більшовицькій революції — замовчування смерті Щорса. І хоча зйомки Довженко почав у 1937 році (до отримання офіційного визнання сценарію), закінчив його лише в 1939 році тому, що саме в ті часи тривали винищення «троцькістів», яких раніше вважали героями громадянської війни (зокрема, Якіра, Тухачевського). Проби фільму систематично направляли Сталіну в Москву, і в залежності від волі вождя деякі епізоди Довженко змушений був переробляти по 5–6 разів.
При зйомках «Щорса» Довженко-режисер вдався до цікавого ходу — поставив більшовицький фільм на суто українському тлі (зйомки проходили в Чернігові та навколишніх селах). Фільм, сповнений народними піснями та танцями, місцевими звичаями, думами, набув національного забарвлення. Російська та українська мови там були органічно поєднані. Водночас це був гімн більшовицькій міфології та героїзму, останній акт більшовицької саги, розпочатої Довженком у «Арсеналі». Фільм вийшов на екрани 1 травня 1939 року одночасно в Москві та Києві й за перший тиждень його продивилось близько 31 мільйона глядачів.
Після приєднання Галичини внаслідок пакту Молотова — Ріббентропа в 1939 році Олександра Довженка викликали до Києва, щоб організувати експедицію кінематографістів до Західної України та Західної Білорусі. Впродовж двох місяців Довженко мандрував західними землями. У результаті з'явилась історична хроніка «Визволення», що супроводжувалась різким політичним коментарем. У хроніці Олександр Довженко показав щойно визволений від польського ярма народ, але народ багатий та цивілізований, у якому живе дух свободи, що його важко приховати від камери. «Визволення» демонстрували з 11 вересня 1940 року, після чого фільм швидко зник з екранів.

### У роки війни

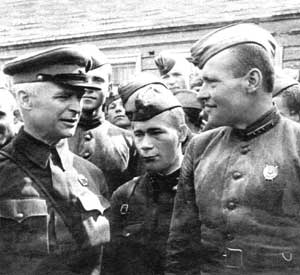
Довженко на фронті, 1943

Успіхи «Щорса» давали Олександру Довженку підстави вважати себе реабілітованим: він став депутатом, керівником Київської кіностудії та членом президії комісії з присудження Сталінської премії.
У цей час майстер продовжував працювати над своєю давньою мрією, що була відкладена майже на 10 років — сценарієм «Тараса Бульби». Наприкінці травня 1940 року, після довгих консультацій з видатним фахівцем з історії козаччини Дмитром Яворницьким, Довженко закінчив його. Але якраз у той час, коли Олександр Довженко готувався до від'їзду до Інкерманської фортеці на натурні зйомки, почалася війна, яка остаточно поклала край заповітному бажанню (у повоєнні роки він також не зміг здійснити цей проєкт: цього разу на заваді стала жданівська культурна політика та слабке здоров'я майстра).
З початком війни Довженко був евакуйований до Ашхабада. Призначений полковником інтендантської служби, він не витримував бездіяльності і просив, щоб його відправили на фронт, де він став кореспондентом газети «Красная звезда» і свідком звільнення від окупації, після чого надрукував у «Известиях» 31 березня 1942 року статтю «Україна в огні». Однойменна назва належить і сценарію фільму, що його писав Довженко в 1941—1943 роках. Деякі уривки цього сценарію з'явилися у пресі у вересні 1943 року, викликавши обурення агітпропівського керівництва. Як наслідок, Довженка звинуватили у відкрито проголошених сумнівах щодо колективної вини за покинуте ворогу безпорадне населення та боєздатність Червоної армії. Довженку запропонували переписати сценарій, зрусифікувавши героя-українця Кравчину. 30 січня 1944 року його викликали до Сталіна, від якого він дізнався про заборону свого фільму під приводом «антиленінізму, пораженства, ревізування національної політики й заохочення українського замість радянського патріотизму». Сталін, ображений на критику саме у той час, коли радянська армія виганяла ворога, не зміг простити Довженку завданої образи. У той же день Довженко знищив три «найкрамольніші» зошити свого щоденника, який він вів з 1939 року.
Усім органам цензури було надіслано директиву «не публікувати в цивільній і військовій пресі твори О. Довженка без особливого на те дозволу в кожному окремому випадку». Осмислюючи цю ситуацію, Олександр Довженко записав у своєму щоденнику: «…невже любов до свого народу є націоналізм? Чи націоналізм… в невмінні художника стримати сльози, коли народу боляче?..»
Його книга «Щоденникові записи, 1939—1956», видана в 2013 році видавництвом «Фоліо», стала лауреатом щорічної премії Президента України «Українська книжка року-2013» у номінації «За видатні досягнення у галузі художньої літератури».
Режисера звільнили з посади художнього керівника Київської кіностудії, викреслили зі складу всеслов'янського комітету й комітету присудження Сталінської премії, а також зі списків майбутньої Художньої ради. Натомість Довженка перевели до Центральної студії кінохроніки, де він використав свій талант монтажера та коментатора, бравши участь у створенні документальних стрічок «Битва за нашу Радянську Україну» та «Перемога на Правобережжі» (1945).

### Повоєнний період
Повоєнні роки характеризувались особливим занепадом кінематографії, особливо української. 14 квітня 1945 року Довженко заявив: «В нашій культурі засуджені до смертної кари». У 1946 році зняв документальний фільм про Вірменію «Рідна країна».
Останні роки життя Довженко буде перебувати ніби у «вавилонському полоні» — тому він зняв лише один повнометражний художній фільм «Мічурін» за власною п'єсою «Життя в цвіту», та й той на замовлення Сталіна. Його поновили на посаді на кіностудії «Мосфільм» із серпня 1945 року, Довженко відтворив біографію вченого, до якої включив зашифровані моменти власної біографії. «Мічурін», знятий у 1949-му, звучав як відновлений гімн природі, як спільне бачення вченого і режисера на перетворення землі на величезний сад. Це останній твір, закінчений за життя автора. Проєкти «Золоті ворота» та «Тарас Бульба» так і не були втілені.
Багаторічна туга за рідною землею позначилась на моральному стані Довженка, він рвався до України, але марно, туди він мав право їздити у відрядження, а ось жити мав у Москві.
У 1954 році на II з'їзді радянських письменників Довженко скаржився на знецінення фаху сценариста, в 1955-му під час робочої зустрічі говорив про наслідки малокартиння останніх десяти років, від яких потерпала кінопромисловість. У цей час Довженко перший намагався в законний спосіб протистояти свавіллю в царині культури. Він відкрито висловлював стривоженість тиском, який чинився на інтелектуальну та художню творчість, на молодих початківців у кіно, жалкував, що соцреалізм став усеохопним. Ця стривоженість була почута та підхоплена молодими режисерами, внаслідок чого почалася нова хвиля молодого кіно, що прагнула порвати з традиційним кіно та штампами соцреалізму («Тривожна молодість» О. Алова і В. Наумова, «Над Черемошем» Г. Крикуна, «Андрієш» Я. Базеляна та С. Параджанова).
За цей час Довженко стикнувся з проблемою зйомок задуманого фільму «Прощавай, Америко!», виробництво якого припинили без пояснень. У 1951 році заблоковано зйомки «Відкриття Антарктиди», одіссеї російських моряків у південних морях. Довженко думав ставити іншу картину, до якої готувався п'ять років — «Поема про море» (останнім фільмом задуманої трилогії «Нащадки запорожців», «Повість полум'яних літ», «Поема про море»). Після відкидання «Відкриття Антарктиди» Довженко поїхав до України, щоб вникнути в хід будівництва Каховської ГЕС. Щоліта до 1956 року він приїздив на будову, жив серед робітників. Під час обдумування сценарію Довженко почав розуміти, що він мав зафіксувати цінний природний та історичний ландшафт, адже після спорудження греблі будуть залиті історичні місця Запорізької Січі й, зокрема, Великий Луг. «Наше нове море — наше нове горе. Так народ говоре про море», — записав Довженко в щоденнику,— «[…] майже всі проти мене», кошторис фільму свідомо був занижений чиновниками з міністерства. Довженко хотів знімати фільм не тільки в Україні, але й з Київською кіностудією, але «добро» він не отримав. Та й фільм не зняв. Після смерті режисера його зняла Юлія Солнцева, дружина і соратник.
У 1954 році Довженко зробив начерки сценарію «У глибинах космосу», фільму-фантазії про трьох радянських інженерів, що 8 років блукають зоряним всесвітом. Але сценарій буде холодно сприйнятий художньою радою.
У 1954—1955 роках режисер закінчив роботу над кіноповістю «Зачарована Десна», розпочату ще 1942 року, де він згадував своє дитинство. Її надрукували у журналі «Дніпро», але сценарію з неї Довженко не створив. У квітні 1956 року разом з іншими режисерами Довженко написав листа до міністра культури СРСР про нагальну необхідність технічного переоснащення кіностудій. Але його вже не дочекався. Він ще встиг повернутися до Каховки, щоб бути присутнім при затопленні земель і почати перші проби. А 25 листопада 1956 року помер від інфаркту на дачі під Москвою у перший знімальний день фільму «Поема про море», який завершила його дружина.
«Поему про море» (1956), «Повість полум'яних літ» (1961) і «Зачаровану Десну» (1964) (почали знімати у серпні 1963 студією «Мосфільм» на Чернігівщині) поставила вже Юлія Солнцева. Крім того, вона зняла «Незабутнє» (1968) та «Золоті ворота» (1969) на основі літературних творів режисера. Фільми вважають загалом суперечливими, тільки «Поема про море» виражає думку метра й розкрила головні теми: перетворення людини революцією та перетворення природи людиною. «Повість полум'яних літ» потерпала від різниці в часі між задумом сценарію в 1940-ві роки та його реалізацією. «Зачаровану Десну» взагалі вважають пародією на задум Довженка.
Похований на Новодівочому кладовищі в Москві за державний кошт, оскільки грошей на його рахунку в ощадбанку було тільки 32 рублі. Траурна церемонія відбулася у Будинку літераторів. Співав друг небіжчика Іван Козловський, грав на скрипці Леонід Коган. З України приїхала делегація, проте не було колишніх друзів, наприклад Миколи Бажана. Привезли сніп жита, землю та яблука. Грудочку рідної землі вкинули до могили зі словами «Земля, по якій твої ноги ходили, нині теплом тебе приймає». На могилі написали російською: «Умер в воскресенье». Більшість людей, які приходять до нього, читають останнє слово як «воскресіння». Надгробний пам'ятник роботи скульпторки Віри Мухіної.
Сам Довженко весь час тужив за Україною і в останні роки свого життя записав у щоденнику: «Я вмру в Москві, так і не побачивши України! Перед смертю попрошу Сталіна, аби, перед тим, як спалити мене в крематорії, з грудей моїх вийняли серце і закопали його в рідну землю, у Києві, десь над Дніпром, на горі».
У своєму щоденнику Довженко засуджував свідоме нищення українського народу сталінським режимом, покріпачення, русифікацію краю, «осурження» нації відтак і перетворення так званої «еліти» у натовп «безбатьченків», «дурників убогих», «холодних боягузів з замками на  душевних вікнах і дверях».      
Та попри критику радянської дійсності й деяких партійних діячів, неодноразово компліментарно відгукувався про Сталіна .
|  | Умер Великий наш вождь... Осиротіла наша батьківщина земля. Скільки сліз і зітхань, скільки глибоких скорбот і великого смутку, і вже не побачимо Сталіна. Довгі роки ми були спокійні з ним, бо всяк відчував у роботі, в творчості, в шуканнях, у війні, що є у нас Сталін і тому, як би що там десь не було важко, чи трудно, чи небезпечно, — все закінчиться гаразд, бо завжди і у всьому рішуче він був на висоті. І ... не стало його |

Позитивно оцінював також діяльність Хрущова, його особистість та характер:
|  | Ясність його практичного розуму і державного підходу до всіх рішуче питань — надзвичайні. Але він одинокий, його оточення – слабе і малоініціативне |

Возвеличуючи цих керівників СРСР вважав, що ті не знали про недоліки управління на місцях (репресії, русифікація, культурна політика), які нібито спричинені недолугістю чиновників (Косіор, Скрипник, Корнійчук, Петровський, Любченко, Постишев, Балицький), зокрема, Берії, «диявола в образі людини».
У 2006 році громадські кола України нарешті підняли питання перед владою про перенесення праху О. П. Довженка та його дружини в Україну, про можливість повернення архівів режисера (зокрема щоденники митця за волею його дружини закриті в архівах до 2009 року) та увічнення його пам'яті в державах, де він проживав. Питання наразі не вирішено і як висловився Ярослав Проць, член Спілки журналістів України, «хресна дорога Довженка до своєї Землі ще не закінчилась».

## Вшанування пам'яті

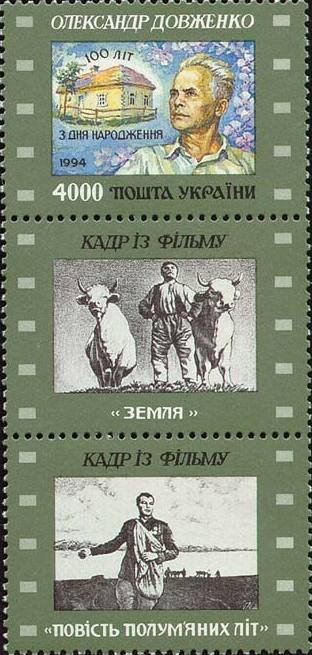
Поштові марки

Вшанування пам'яті геніального митця Олександра Довженка в Україні є на вкрай низькому рівні. Те, що було зроблене, в основному було зроблене за часів СРСР та радянської влади: з 1957 року Київська кіностудія носить ім'я Довженка, у 1972 році було затверджено Золоту медаль ім. Довженка «За найкращий військово-патріотичний фільм», у 1960 році створено музей Довженка в батьківській хаті, попри те, що в Україні Довженко був персона нон ґрата. Ще за два роки скульптор Анатолій Фуженко змушений був подарувати садибі пам'ятник (художня рада боялася Довженка навіть у бронзі, тому офіційно скульптуру не затвердила), отже існує лише один пам'ятник, та й то не офіційний.

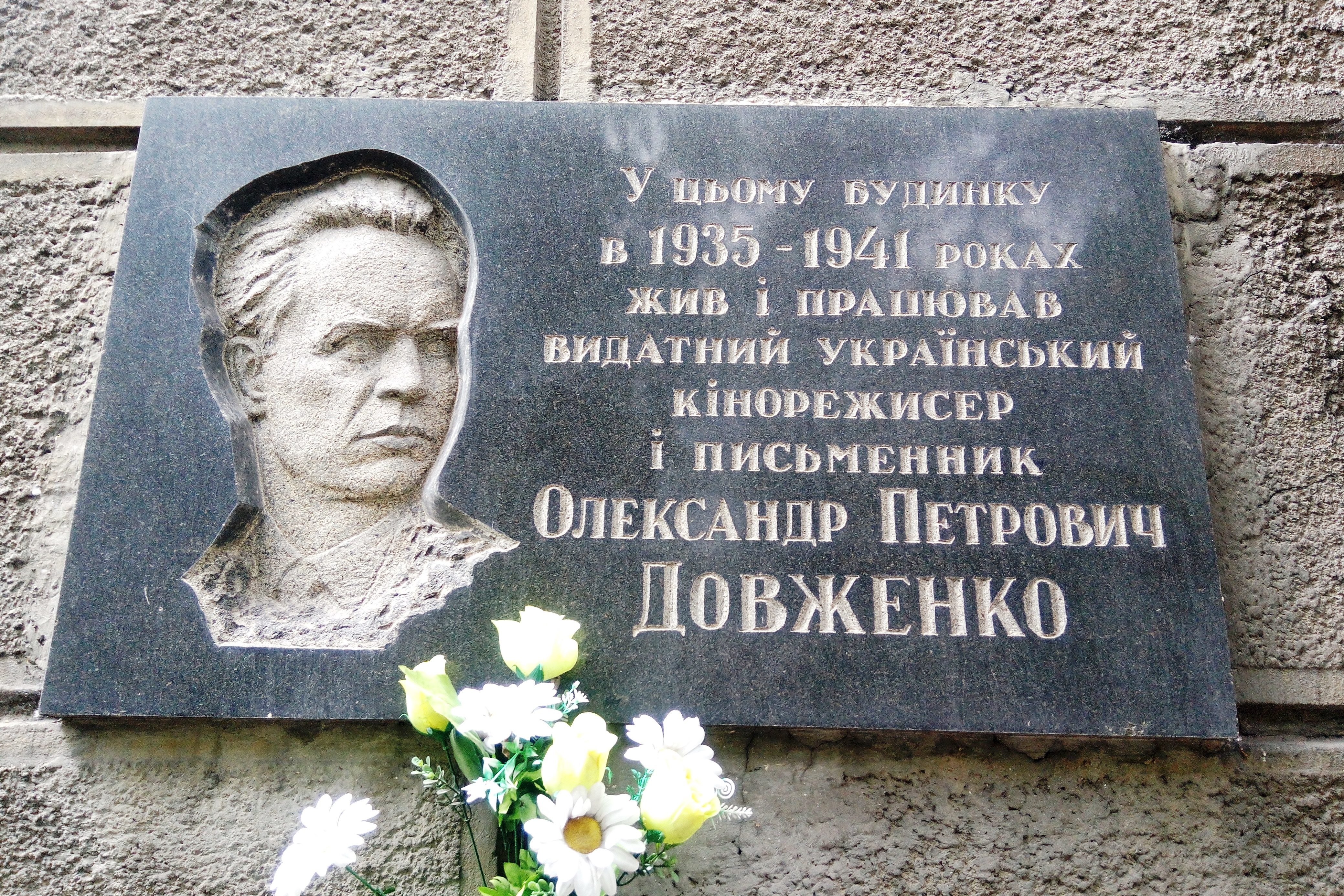
Меморіальна дошка Олександру Довженку на вулиці Шовковичній 10 в Києві

Перші значні кроки по збереженню і вшануванню пам'яті видатного українця були зроблені зі здобуттям незалежності України, проте й досі цього вкрай мало, а його співвітчизники не мають вільної можливості побачити фільми Довженка. 10 вересня — день народження Олександра Довженка — святкується в Україні як День кіно. У цей же день з 1994 року за указом Президента України вручається державна премія в галузі кінематографа імені О. Довженка.
У 1994 році було створено «Національний центр Олександра Довженка», робота якого зосереджена на двох основних напрямках: збирання та збереження фільмів (передусім національного кіно) та поширення кінострічок (в першу чергу українських), їхня популяризація серед населення.
У 1994 до 100-річчя від дня народження Олександра Довженка була видана марка (а точніше пам'ятний блок) з двома купонами із зображенням кінорежисера. На першому купоні зображено кінокадр з фільму О. П. Довженка «Земля». На другому — кінокадр з «Повісті полум'яних літ» О. П. Довженка екранізований режисером Юлією Солнцевою. Переглянути зображення цієї поштової марки можна також за посиланням у Вікісховищі.
У 2006 році центр завершив роботу над виданням фільмів Довженка у форматі DVD, але унікальне видання розповсюджене лише в консульствах та посольствах як подарунок. В той же час, за кордоном, фільми Довженка на DVD вже давно в вільному продажу.
5 липня 2004 року Національний банк України ввів у обіг ювілейну монету номіналом 2 гривні, присвячену 110-річчю від дня народження Довженка. До 120-річчя від дня народження Довженка, 22 серпня 2014 року, була введена в обіг срібна ювілейна монета «За творами О. П. Довженка» номіналом 20 гривень. 
У листопаді 2006 року указом Президента України започатковано програму вшанування пам'яті Олександра Довженка.

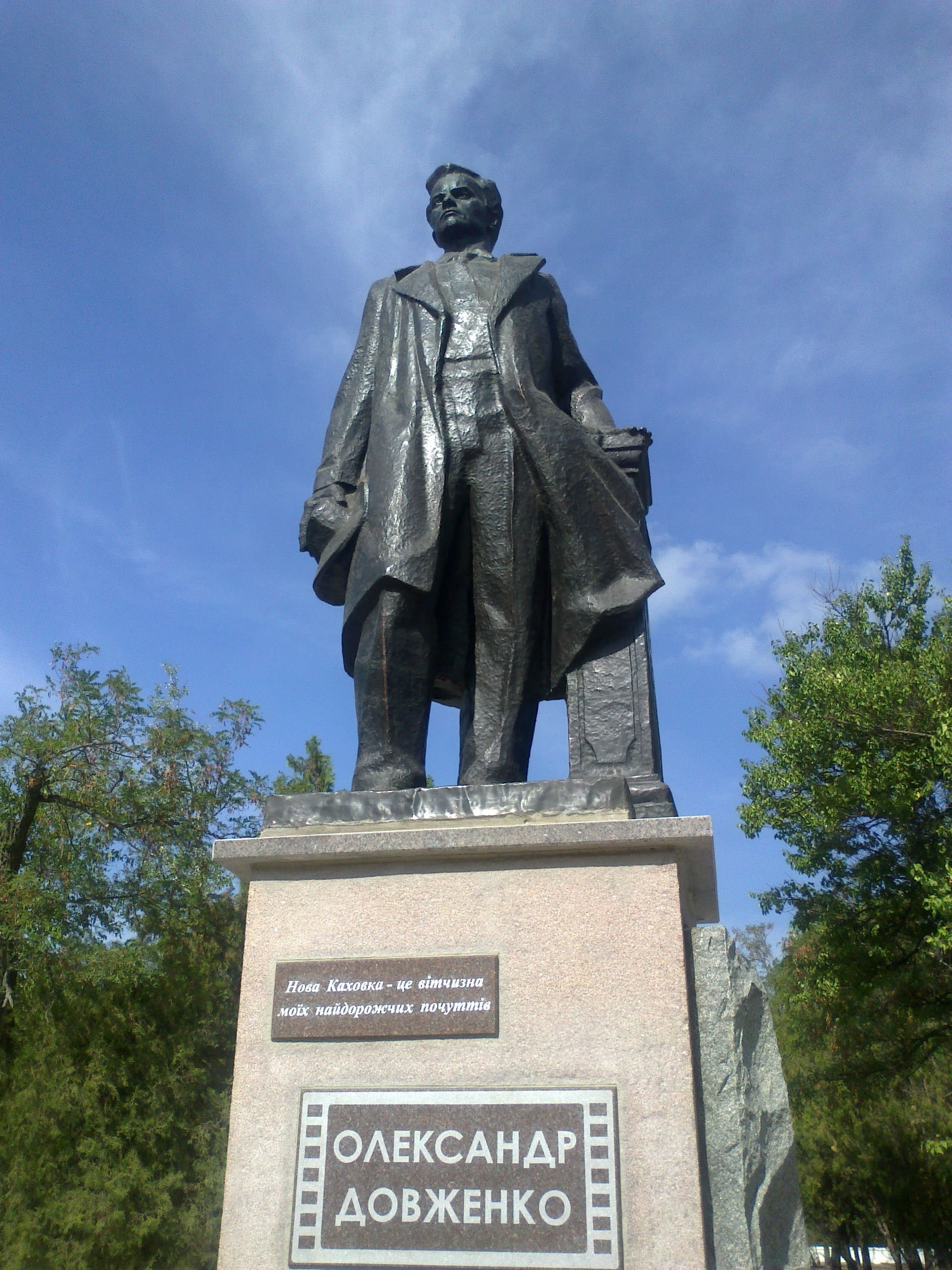
Пам'ятник Олександрові Довженку а Новій Каховці

У лютому 2011 року один з кінотеатрів Києва влаштував ретроспективу фільмів Олександра Довженка — варто зауважити, що фільми на замовлення українського Мінкульту було оцифровано та суттєво поліпшено якість зображення оцифрованих копій.
Треба зазначити, що побудований у часи СРСР кінотеатр імені Олександра Довженка на проспекті Перемоги в Києві, за часів незалежності, починаючи з 1995 року, використовувався, як елітний бізнес-клуб («Червоне та Чорне» тощо), а в 2011 році будівля кінотеатру була взагалі знищена.
13 вересня 2024 року на території кіностудії імені Довженка відкрили скульптурну композицію «Мотор». Вона присвячена режисеру Олександрові Довженку та оператору Данилу Демуцькому, які працювали разом над створенням фільмів «Земля» та «Арсенал». Композицію створив український скульптор Володимир Щур.

## Сім'я
Дружиною Олександра Довженка була Варвара Крилова, з якою він повінчався 1917 р. і зареєстрував шлюб офіційно 1923 р. Дружина здобула освіту в гімназії, розмовляла кількома іноземними мовами, поїхала з чоловіком у зарубіжне відрядження, де важко поранила коліно. Переїзд до Одеси спричинив кризу в їхніх стосунках. У 1933 р. у них народився син Вадим, якому мати дала прізвище Чазов.
Довженко користувався великою популярністю серед жінок, відомі його численні захоплення. З 1925 р., коли він переїхав до Одеси, його фактичною дружиною стала акторка (а також згодом режисерка) Юлія Солнцева, хоча він кілька разів то повертався до дружини, то знов до Юлії.

## Мистецька та літературна спадщина

### Літературні твори
- Воля до життя
- Зачарована Десна (повість)
- Земля (сценарій втрачено, спогади про сценарій і фільм) [Архівовано 30 січня 2019 у Wayback Machine.]
- Мати
- Ніч перед боєм
- Повість полум'яних літ
- Нащадки запорожців (драматична поема)
- Україна в огні (кіноповість) [Архівовано 30 січня 2019 у Wayback Machine.]
- Поема про море (кіноповість)
- Антарктида (кіноповість)
- Життя в цвіту (п'єса)
- Щоденник 1941-56
- Довженко А. П. Дневниковые записи = Щоденникові записи : 1939—1956 / Александр Довженко ; сост.: В. В. Забродин, Е. Я. Марголит ; редкол.: А. Н. Артизов и др. ; пер. укр. текста Е. Е. Чугунова ; вступ. ст.: Т. М. Горяева и др. ; Федер. арх. агентство (РФ), Рос. гос. арх. лит. и искусства, Гос. арх. служба Украины, Центр. гос. архив-музей лит. и искусства Украины. — Харьков: Фолио, 2013. — 877 с. [Архівовано 30 січня 2019 у Wayback Machine.]
- Оповідання «Сон» та інші

### Фільмографія
Режисер
Повнометражні художні:
- 1927 Сумка дипкур'єра (режисер, переробка сценарію, актор)
- 1927 Звенигора (режисер, переробка сценарію)
- 1929 Арсенал (режисер, сценарист)
- 1930 Земля (режисер, сценарист)
- 1932 Іван (режисер, сценарист)
- 1935 Аероград (режисер, сценарист)
- 1939 Щорс (режисер, сценарист)
- 1948 Мічурін (режисер, сценарист)
- 1951 Прощавай, Америко! (режисер, незакінчений, змонтовано лише 6 частин)

Короткометражні художні:
- 1926 Вася-реформатор (співрежисер разом з Фавстом Лопатинським, сценарист, фільм втрачено)[25]
- 1926 Ягідка кохання (режисер, сценарист)

Повнометражні документальні:
- 1940 Визволення (режисер)
- 1943 Битва за нашу Радянську Україну (режисер, у співавторстві з Ю. Солнцевою та Я. Авдєєнко)
- 1944 Перемога на Правобережній Україні (режисер, у співавторстві з Ю. Солнцевою)

Короткометражні документальні:
- 1940 Буковина — земля українська (1940) (режисер)

Креативний консультант та оповідач
- 1945 Рідна країна (вірм. Yerkir hayreni) (креативний консультант та оповідач; режисер Левон Ізахакаян)[26]

Сценарист
- 1959 Поема про море (сценарист)
- 1960 Повість полум'яних літ (сценарист)
- 1967 Незабутнє (за мотивами сценарію Довженка «Україна в огні»)
- 1988 Загибель богів (за незавершеним сценарієм Довженка)

Нереалізовані сценарії
- 1926—1929 Цар, Батьківщина, Загублений Чаплін, Згода (Повстання мертвих)
- 1934 Загублений і віднайдений рай
- 1941 Тарас Бульба (у Національній бібліотеці Вернадського є п'ять версій цього сценарію)[27][28]
- 1943 Україна в огні
- 1951 Відкриття Антарктиди
- 1954 У глибинах космосу.

### Графіка

Кіноплакат до фільму «В пазурах Радвлади».

Автор карикатур, ілюстрацій, дружніх шаржів, автопортретів і портретів. Створив низку кіноплакатів до фільмів:
- «Боротьба велетнів», 1925;
- «Синій пакет», 1926;
- «Акули Нью-Йорка», 1926;
- «В пазурах Радвлади», 1926.

## Нагороди та премії
- орден Леніна (11.01.1935)
- орден Червоного Прапора (13.09.1943)[30]
- орден Трудового Червоного Прапора.
- медаль «За доблесну працю у Великій Вітчизняній війні 1941—1945 рр.».
- Сталінська премія I ступеня (1941), за фільм «Щорс» (1939).
- Сталінська премія II ступеня (1949), за фільм «Мічурін» (1948).
- Ленінська премія (1959, посмертно), за літературний сценарій фільму «Поема про море» (1958).
- почесне звання «Заслужений діяч мистецтв УРСР» (23.11.1939).
- почесне звання «Народний артист РРФСР» (1950).
- МКФ у Венеції (1934), приз, за фільм «Іван».
- МКФ в м. Готвальдові (1949), премія праці, за фільм «Мічурін».
- МКФ в Маріанських Лазнях (1949), премія за найкращий кольоровий фільм, за фільм «Мічурін».
- ВКФ (1959), перша премія автору сценарію (посмертно), за фільм «Поема про море».

### Твори Олександра Довженка
- Довженко А. Отступник — М. : Воениздат НКО СССР, 1942. —16 с.(рос.) [Архівовано 30 січня 2019 у Wayback Machine.]
- Довженко А. Великое товарищество — Пенза, 1942. — 16 с. (рос.)[Архівовано 30 січня 2019 у Wayback Machine.]
- Довженко О. Не хазяйнувати німцям на Україні — Б. м. : Укрвидав ЦК КП(б)У, 1943. — 16 с. [Архівовано 30 січня 2019 у Wayback Machine.]
- Довженко О. На колючому дроті — Б. м. : Укрвидав ЦК КП(б)У, 1943?. — 16 с. [Архівовано 30 січня 2019 у Wayback Machine.]
- Довженко О. Твори в 5 томах. 1964–65рр.
- Довженко О. Твори /вст. ст. С. Плачинди /— К. : Молодь, 1967 (Шкільна б-ка).
- Довженко А. Писатель кино в свете требований современности // Довженко А. Собрание сочинений в 4-х т. — Москва: Искусство, 1969. — т. 4. (рос.)
- Довженко О. Твори в 5 томах.1983–85рр.
- Довженко О. Господи, пошли мені сили: кіноповість, оповідання, фольклорні записи, листи, документи. — Харків: Фоліо, 1994.
- Довженко О. Воля до життя. Незабутнє. Ніч перед боєм. — Харків: Фоліо, 2015.

### Твори про Олександра Довженка
- Юрій Яновський. Голівуд на березі Чорного моря : нариси та сценарій — Укртеакіновидав, 1930.
- М. Рильський. Олександр Довженко // О. Довженко. Твори — К. : Молодь, 1967, с. — 319.
- С. Плачинда. Належить людству, належить вічності: критико-біографічний нарис // О. Довженко. Твори — К. : Молодь, 1967.
- Сашко Дерманський про Авіценну, Олександра Суворова, Олександра Довженка, Уолта Диснея, Пеле / С. Дерманський. — Київ : Грані-Т, 2007. — 112 с.: іл. — (Серія «Життя видатних дітей»). — ISBN 978-966-2923-80-3.
- І. Кошелівець, Є. Сверстюк. Довженко вчора і сьогодні. Про затемнені місця з біографії // Терен. — 2005.
- Ю. Лавріненко. Олександр Довженко // Українське слово. Київ, 1994. — т. 2.
- О. Плавський. Олександер Довженко // Українська літературна газета, Мюнхен, 1957, ч. З.
- I. P. Семенчук. Життєпис Олександра Довженка. — Київ, 1991.
- В. Дончик. Олександр Довженко // Історія української літератури XX ст.: У 2 кн. Кн. 1 / за ред. В. Г. Дончика. — Київ, 1994.
- Р. Корогодський. Довженко в полоні. Розвідки та есе про майстра. — Київ: Гелікон, 2000.
- О. Грищенко. З берегів зачарованої Десни. — Київ, 1964.
- Михайлин І. Л. Два Довженки / Ігор Михайлин //Довженко Олександр. Вибрані твори / Упоряд. текстів та передмова І. Л. Михайлина. — Х. : Ранок, 2009. — С. 3–20.
- М. Шудря. Геній найвищої проби. — Київ, 2005.
- В. Марочко. Зачарований Десною. Історичний портрет Олександра Довженка. — Київ: Києво-Могилянська академія, 2006.
- С. Тримбач. Олександр Довженко. Загибель богів: Ідентифікація автора в національному часо-просторі. — Вінниця: Глобус-прес, 2007.
- Marco Carynnyk. Dovzhenko, Alexander, The Poet as Filmmaker: Selected Writings, ed. and trans., Cambridge, Mass.: MIT Press, 1973.
- Vance Kepley, Jr. In the Service of the State. Madison, Wisconsin: University of Wisconsin Press, 1986. (англ.)
- Ivor Montagu. Dovzhenko: Poet of the Life Eternal, Sight and Sound, 1957. (англ.)
- Marshall Herbert. Masters of the Soviet Cinema: Crippled Creative Biographies, London: Routledge, 1983. (англ.)
- George O. Liber. Alexander Dovzhenko: A Life in Soviet Film, London: British Film Institute, 2002. — ISBN 0-85170-927-3. (англ.)
- Довженко в воспоминаниях современников. — М. : Искусство, 1981. (рос.)
- Юренев Р. Александр Довженко. — М. : Изд-во Искусство, 1959 г. — 192 с. — (Мастера киноискусства) (рос.)
- Валерій Кунов. Життєва мудрість у творах Олександра Довженка // Енциклопедичний словник. Цитати. — Київ, 2007.
- Новиков А. О., Гриневич В. Й., Привалова С. П.  та ін. Вивчення творчості  Олександра Довженка в  школі / А. О. Новиков, В. Й. Гриневич, С. П. Привалова, С. О. Максимчук-Макаренко, Н. В. Троша: навчальний посібник / за ред. проф. А. О. Новикова. — Харків: Основа, 2014. — 144 с.
- Новиков А. О., Троша Н., Максимчук-Макаренко С. Літературні пріоритети Олександра Довженка: монографія / А. О. Новиков, Н. В. Троша, С. О. Максимчук-Макаренко / за ред. проф. А. О. Новикова. — Суми: Видавництво М. Д. Вінниченка, 2016. — 212 с.
- VIII Довженківські читання: Збірник наукових праць Глухівського національного педагогічного університету імені Олександра Довженка / за ред. проф. А. О. Новикова. — Харків: ХІФТ, 2016. — 124 с.
- «Я син свого часу…»: до 120-річчя від дня народження О. Довженка (1894—1956) // Дати і події [Архівовано 1 травня 2016 у Wayback Machine.], 2014, друге півріччя: календар знамен. дат № 2 (4) / Нац. парлам. б-ка України. — Київ, 2014. — С. 68–71.
- Олександр Довженко: Маловідомі сторінки / авт.-сост. В. Н. Миславський. — Харків: «Дім Реклами», 2015. — 260 с. ISBN 978-966-2149-49-4
- Безручко О. В. Справа-формуляр «Запорожець»: «І я горів у тому вогні …». Т. 1 : «Перша хвиля» розсекречень / О. В. Безручко ; Київ. міжнар. ун-т. — Київ: КиМУ, 2011. — 224 с. [Архівовано 30 січня 2019 у Wayback Machine.]
- Безручко О. В. Справа-формуляр «Запорожець»: «І я горів у тому вогні …». Т. 2 : «Друга хвиля» розсекречень: про маловідомі сторінки життя видат. укр. кінорежисера О. П. Довженка, його учнів і колег / О. В. Безручко ; Київ. міжнар. ун-т. — Київ: КиМУ, 2011. — 212 с. [Архівовано 30 січня 2019 у Wayback Machine.]
- Безручко О. В. Справа-формуляр «Запорожець»: «І я горів у тому вогні …». Т. 3 : «Третя хвиля» розсекречень: про маловідомі сторінки життя видат. укр. кінорежисера О. П. Довженка, його учнів і колег / О. В. Безручко ; Київ. міжнар. ун-т. — Київ: КиМУ, 2011. — 240 с. [Архівовано 30 січня 2019 у Wayback Machine.]
- Безручко О. В. Справа-формуляр «Запорожець»: «І я горів у тому вогні …». Т. 4 : Питання без відповідей./ О. В. Безручко ; Київ. міжнар. ун-т. — Київ. : КиМУ, 2011—232 с. [Архівовано 30 січня 2019 у Wayback Machine.]
- Безручко О. В. Вітчизняна кінорежисерська школа: персоналії. Т. 1 / О. В. Безручко ; Київ. міжнар. ун-т. — Київ: КиМУ, 2013. — 200 с. [Архівовано 30 січня 2019 у Wayback Machine.]
- Безручко О. В. Вітчизняна кінорежисерська школа: персоналії. Т. 2 / О. В. Безручко ; Київ. міжнар. ун-т. — Київ: КиМУ, 2013. — 232 с. [Архівовано 30 січня 2019 у Wayback Machine.]
- Безручко О. В. Вітчизняна кінорежисерська школа: персоналії. Т. 3 / О. В. Безручко ; Київ. міжнар. ун-т. — Київ: КиМУ, 2013. — 268 с. [Архівовано 30 січня 2019 у Wayback Machine.]
- Безручко О. В. Вітчизняна кінорежисерська школа: персоналії. Т. 4 / О. В. Безручко ; Київ. міжнар. ун-т. — Київ: КиМУ, 2013. — 252 с. [Архівовано 30 січня 2019 у Wayback Machine.]
- Безручко О. В. Вітчизняна кінорежисерська школа: персоналії. Т. 5 / О. В. Безручко ; Київ. міжнар. ун-т. — Київ: КиМУ, 2013. — 228 с. [Архівовано 30 січня 2019 у Wayback Machine.]
- Безручко О. В. Вітчизняна кінорежисерська школа: персоналії. Т. 6 / О. В. Безручко ; Київ. міжнар. ун-т. — Київ: КиМУ, 2013. — 224 с. [Архівовано 30 січня 2019 у Wayback Machine.]
- Безручко О. В. Архівна спадщина Олександра Довженка. Т. 1 / О. В. Безручко ; Київ. міжнар. ун-т. — Київ: КиМУ, 2012. — 220 с. [Архівовано 30 січня 2019 у Wayback Machine.]
- Безручко О. В. Архівна спадщина Олександра Довженка. Т. 2 / О. В. Безручко ; Київ. міжнар. ун-т. — Київ: КиМУ, 2012. — 224 с. [Архівовано 30 січня 2019 у Wayback Machine.]
- Безручко О. В. Архівна спадщина Олександра Довженка. Т. 3 / О. В. Безручко ; Київ. міжнар. ун-т. — Київ: КиМУ, 2012. — 212 с. [Архівовано 30 січня 2019 у Wayback Machine.]
- Безручко О. В. Архівна спадщина Олександра Довженка. Т. 4 / О. В. Безручко ; Київ. міжнар. ун-т. — Київ: КиМУ, 2012. — 212 с. [Архівовано 30 січня 2019 у Wayback Machine.]
- Безручко О. В. Архівна спадщина Олександра Довженка. Т. 5 / О. В. Безручко ; Київ. міжнар. ун-т. — Київ: КиМУ, 2012. — 212 с. [Архівовано 30 січня 2019 у Wayback Machine.]
- Безручко О. В. Архівна спадщина Олександра Довженка. Т. 6 / О. В. Безручко ; Київ. міжнар. ун-т. — Київ: КиМУ, 2012. — 214 с. [Архівовано 30 січня 2019 у Wayback Machine.]
- Безручко О. В. Архівна спадщина Олександра Довженка. Т. 7 / О. В. Безручко ; Київ. міжнар. ун-т. — Київ: КиМУ, 2012. — 212 с. [Архівовано 30 січня 2019 у Wayback Machine.]
- Безручко О. В. Архівна спадщина Олександра Довженка. Т. 8 / О. В. Безручко ; Київ. міжнар. ун-т. — Київ: КиМУ, 2012. — 209 с. [Архівовано 30 січня 2019 у Wayback Machine.]
- Безручко О. В. Архівна спадщина Олександра Довженка. Т. 9 / О. В. Безручко ; Київ. міжнар. ун-т. — Київ: КиМУ, 2012. — 224 с. [Архівовано 30 січня 2019 у Wayback Machine.]
- Безручко О. В. Архівна спадщина Олександра Довженка. Т. 10 / О. В. Безручко ; Київ. міжнар. ун-т. — Київ: КиМУ, 2012. — 214 с. [Архівовано 30 січня 2019 у Wayback Machine.]
- Творець світла: літ.-мистец. дайджест по роботах Нар. майстра України А. П. Семенцова / Сосниц. центр. район. б-ка ; складач А. В. Лупинос. — Сосниця: б. в., 2012. — 28 с. [Архівовано 30 січня 2019 у Wayback Machine.]
- Тримбач С. Олександр Довженко: загибель богів: ідентифікація автора в нац. часо-просторі / Сергій Тримбач ; відп. ред. Т. Трубнікова. — Вінниця: Глобус-прес, 2007. — 760 с. — (Серія «Студія 1+1»). [Архівовано 30 січня 2019 у Wayback Machine.]
- Безручко О. В. Педагогічний метод О. П. Довженка: навч. посіб. Т. 2 / О. В. Безручко ; Київ. міжнар. ун-т. — Вид. 2-ге, доповн. — Київ: КиМУ, 2012. — 248 с. [Архівовано 30 січня 2019 у Wayback Machine.]
- Безручко О. В. Педагогічний метод О. П. Довженка: навч. посіб. / О. В. Безручко ; Київ. міжнар. ун-т. — Вид. 2-ге, доповн. — Київ: КиМУ, 2012. — 276 с. [Архівовано 30 січня 2019 у Wayback Machine.]
- Безручко О. В. Олександр Довженко: розсекречені документи спецслужб / Безручко Олександр Вікторович ; НАН України, Ін-т мистецтвознав., фольклористики та етнології ім. М. Т. Рильського, Київ. нац. ун-т театру, кіно і телебачення ім. І. К. Карпенка-Карого. — Київ: Сучас. письм., 2008. — 240 с. [Архівовано 30 січня 2019 у Wayback Machine.]
- Безручко О. В. Невідомий Довженко / Безручко Олександр Вікторович ; НАН України та ін. — Київ: Фенікс, 2008. — 320 с. [Архівовано 19 лютого 2019 у Wayback Machine.]
- Безручко О. В. Кінорежисери-педагоги: О. Й. Гавронський, О. П. Довженко, В. І. Івченко / Олександр Вікторович Безручко. — Вінниця: Глобус-Прес, 2010. — 268 с. [Архівовано 19 лютого 2019 у Wayback Machine.]
- Савченко Я. Народження українського радянського кіна: три фільми О. Довженка / Я. Савченко. — Київ: Укртеакіновидав, 1930. — 43 с. [Архівовано 19 лютого 2019 у Wayback Machine.]
- Звенигора: збірник / ст. про фільм «Звенигора» реж. О. Довженка: Я. Савченка та ін. — Київ: ВУФКУ, 1928. — 48 с. [Архівовано 19 лютого 2019 у Wayback Machine.]
- Сосницькими стежками Довженка / Упр. культури Черніг. облради нар. депутатів, Сосниц. літ.-меморіал. музей О. П. Довженка. — Чернігів: Десн. правда, [19–]. — 16 с. [Архівовано 19 лютого 2019 у Wayback Machine.]
- Наспівала мати: пісен. світ О. Довженка / упоряд., вступ. ст. та прим. В. М. Пригоровського. — Київ: Муз. Україна, 1995. — 148 с. [Архівовано 19 лютого 2019 у Wayback Machine.]
- Каталог меморіальних речей О. П. Довженка: літ.-меморіал. музей О. П. Довженка в Сосниці / виконавці: Мірошниченко М. М., Кравченко І. М., Плитник О. М. ; фото: Куриленко В. Б., Горобець Ю. В. — смт Сосниця (Черніг. обл.): Літератур.-мемор. музей О. П. Довженка, 2010. — 24 с. [Архівовано 19 лютого 2019 у Wayback Machine.]
- Сосницький літературно-меморіальний музей О. П. Довженка. — смт Сосниця (Черніг. обл.): б. в., 2011?. — 12 с. [Архівовано 19 лютого 2019 у Wayback Machine.]
- Літературно-меморіальний музей О. П. Довженка в Сосниці: корот. путівник / М. А. Січко, О. П. Бушай, О. Г. Макаренко, В. А. Макаренко. — Київ: Реклама, 1984. — 52 с. [Архівовано 19 лютого 2019 у Wayback Machine.]
- Литературно-мемориальный музей А. П. Довженко в Соснице = O.-P.-Dowshenko-Gedenkstätte in Sosnyzja / авт. текста В. М. Пригоровский, Н. Е. Хилько ; фото В. П. Дедова. — [Київ]: Мистецтво, 1972. — 28 с. [Архівовано 19 лютого 2019 у Wayback Machine.]
- Літературно-меморіальний музей О. П. Довженка у Сосниці = The Literature and Memorial Museum of O. Dovzhenko in Sosnitsa / виконавці: Романенко С. С. та ін. — смт Сосниця (Черніг. обл.): б. в., 2011?. — 16 с. [Архівовано 19 лютого 2019 у Wayback Machine.]
- Літературно-меморіальний музей О. П. Довженка у Сосниці. — смт Сосниця (Черніг. обл.): б. в., 2011?. — 16 с. [Архівовано 19 лютого 2019 у Wayback Machine.]
- Літературно-меморіальний музей О. П. Довженка у Сосниці = The Literature and Memorial Museum of O. Dovzhenko in Sosnitsa. — смт Сосниця (Черніг. обл.): б. в., 2011?. — 12 с. [Архівовано 19 лютого 2019 у Wayback Machine.]

- Перше десятиліття кінематографічної творчості Олександра Довженка. / авт.-сост. В. Н. Миславський. — Харків: «Дім реклами», 2019. 528 с. : 259 іл. ISBN 978-966-2149-70-8
- Довженко і світ. Київ: Мистецтво, 1984. — 224 с.
- Уроки Александра Довженко. Київ: Мистецтво, 1982. — 219 с.
- Соболев Р. Александр Довженко. Москва: Искусство, 1980. — 304 с.